# Fatwell Kimaiyo
Fatwell Kimaiyo (ur. 1 lipca 1947) – kenijski lekkoatleta, płotkarz, dwukrotny mistrz igrzysk afrykańskich oraz mistrz igrzysk Brytyjskiej Wspólnoty Narodów w 1974, olimpijczyk.
Odpadł w eliminacjach biegu na 400 metrów przez płotki na igrzyskach olimpijskich w 1972 w Monachium. Zwyciężył w biegu na 110 metrów przez płotki na igrzyskach afrykańskich w 1973 w Lagos. Zdobył złoty medal w biegu na 110 metrów przez płotki (wyprzedzając Berwyna Price z Walii i Maxa Binningtona z Australii) oraz zajął 4. miejsce w biegu na 400 metrów przez płotki na igrzyskach Brytyjskiej Wspólnoty Narodów w 1974 w Christchurch.
Ponownie zwyciężył w biegu na 110 metrów przez płotki na igrzyskach afrykańskich w 1978 w Algierze. Na igrzyskach Wspólnoty Narodów w 1978 w Edmonton zajął w tej konkurencji 4. miejsce.
Rekordy życiowe Kimaiyo:
- bieg na 110 metrów przez płotki – 13,69 s (26 stycznia 1974, Christchurch, rekord Kenii)
- bieg na 400 metrów przez płotki – 49,63 s (29 stycznia 1974, Christchurch)